# Gari Julius Melchers
Gari Julius Melchers, född 11 augusti 1860 i Detroit (Förenta staterna) av holländska föräldrar, död 30 november 1932 i Fredericksburg, Virginia, holländsk-amerikansk målare.
Melchers blev huvudsakligen utbildad i Paris under Jules Joseph Lefebvre och Gustave Boulanger, har förträffligt skildrat holländskt folkliv i sina tavlor, som utmärkas av ljus och frisk ton, bred och kraftig färgbehandling. Melchers vann hedersmedaljen vid världsutställningen i Paris 1900. Till hans senare arbeten hör väggmålningar i kongressbiblioteket i Washington, D.C.. Melchers bodde omväxlande i Paris, Holland och New York och blev 1909 professor i Weimar.

## Verk (urval)
- Predikan (1886)
- Lotsar (1888)
- Fiskarhustrur vänta båtarnas hemkomst, Läsande flicka (Nya pinakoteket, München)
- Familjen (Alte Nationalgalerie, Berlin)
- Skeppstimmermannen (Dresdens galleri)
- Mannen i kappan (Roms moderna galleri)
- Fäktaren (porträtt i helfigur)
- Moder och barn (Luxembourg-museet i Paris)